# Détecteur à semi-conducteur
 (décembre 2015).
Si vous disposez d'ouvrages ou d'articles de référence ou si vous connaissez des sites web de qualité traitant du thème abordé ici, merci de compléter l'article en donnant les références utiles à sa vérifiabilité et en les liant à la section « Notes et références ».
Pour les articles homonymes, voir détecteur.

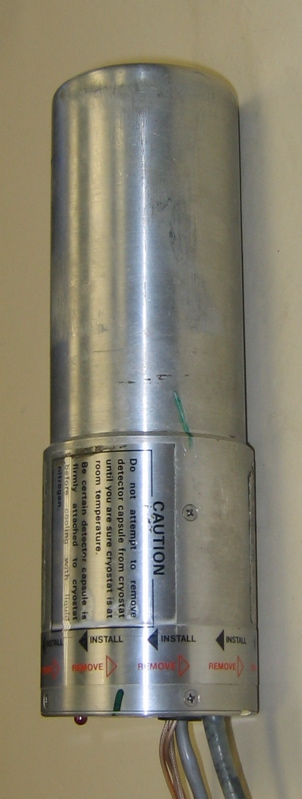
Un détecteur au germanium.

Un détecteur à semi-conducteur est un détecteur de particules ou de rayons X ou gamma qui s'appuie sur la technologie des semi-conducteurs.

## Principe

### Détection
Une particule ayant une énergie suffisante, rencontrant un semi-conducteur, va arracher un électron à un atome du cristal en lui cédant une partie ou la totalité de son énergie sous forme d'énergie potentielle (ionisation) et cinétique. Par exemple, un photon créera des électrons libres dans le milieu par effet photoélectrique, effet Compton ou création de paires. Le semi-conducteur a la particularité de se comporter comme un conducteur lorsqu'il y a interaction du rayonnement et comme un isolant lorsqu'il n'y a pas interaction. Le gap est l'énergie minimale qui doit être apportée au cristal pour qu'un électron de la bande de valence (participant aux liaisons entre les atomes) soit libéré dans la bande de conduction. Le semi-conducteur est particulièrement bien adapté à la mesure de rayonnements gamma, car il permet de discriminer le courant provoqué par les particules du courant de bruit thermique.
L'électron éjecté lors de l'interaction peut déclencher à son tour d'autres ionisations en cascade si le régime de tension auquel fonctionne le détecteur lui permet d'acquérir une énergie cinétique suffisante. Après thermalisation avec le cristal, on obtient au sein du semi-conducteur un nuage de porteurs libres. Le semi-conducteur étant polarisé par une haute tension, les porteurs libres vont être attirés vers les électrodes et engendrer ainsi un courant mesurable dans un circuit connecté au détecteur.
Il existe différents modes d'utilisation, impliquant une électronique différente à la sortie du semi-conducteur :
- spectrométrie,
- comptage,
- intégration.

### Spectrométrie
Le détecteur analyse chaque particule incidente séparément.
Les charges sont collectées aux électrodes et forment un signal électrique transitoire appelé impulsion. Si la collecte est complète, l'intégrale du courant mesuré est proportionnelle à l'énergie déposée par la particule incidente. On utilise un circuit électronique pour mesurer cette intégrale ; en général il s'agit soit d'un condensateur, soit d'un préamplificateur de charge.
On obtient la correspondance entre la valeur du signal électrique intégré et l'énergie déposée par la particule en effectuant un étalonnage du détecteur.
On mesure donc pour chaque particule incidente une valeur proportionnelle à son énergie. Si l'on mesure pendant un temps donné le rayonnement incident, on peut compter le nombre de particules ayant frappé le cristal (on parlera de "coups") et les classer par énergie.
On obtient ainsi un spectre montrant le nombre de coups par niveau d'énergie. On pourra ainsi observer des pics à des énergies bien précises, correspondant aux énergies des particules incidentes.
Comme les éléments radioactifs émettent des rayonnements ayant des énergies bien précises, on peut retrouver quel élément est la source des rayonnements mesurés.

### Comptage
Le détecteur compte les particules.
L'électronique effectue un simple comptage du nombre d'impulsions mesurées par le détecteur.
L'impulsion électrique consécutive à une interaction déclenche un circuit électronique (nommé discriminateur) qui se contente
d'en signaler l'existence, sans extraire l'information d'énergie.
La quantité de déclenchements mesurés peut alors servir à mesurer l'activité d'une source ou la fluence du rayonnement.

### Intégration
Le détecteur mesure une intensité de rayonnement en continu. Cela ne permet pas de faire de la spectrométrie.
Les courants induits par les charges collectées sont ici intégrés en continu. La mesure est trop lente pour séparer les contributions individuelles mais on observe
un signal à l'image du courant moyen dans le détecteur sur une certaine constante de temps. Ce courant fluctue selon l'intensité du rayonnement, quel qu'il soit.
On peut ainsi localiser des sources d'émission de radioactivité en dotant le détecteur d'un collimateur qui lui permet de recevoir les particules selon un angle solide restreint. Le détecteur devient ainsi sensible à la direction. Selon la sensibilité du semi-conducteur, la radioactivité ambiante peut également très vite se superposer au signal utile et noyer les pics intéressants dans un fond continu.

## Structure

### Détecteurs à jonction PN
La structure de base d’un détecteur à semi-conducteur est une jonction PN polarisée en inverse.
- Selon le dopage utilisé, le type de porteur majoritaire dans un semi-conducteur peut être les électrons (type n) ou les trous (type p).

- Quand deux semi-conducteurs de types différents sont juxtaposés, la diffusion thermique des porteurs et la recombinaison électrons-trous créent une zone sans porteurs de charge à l'interface, et forme ainsi une jonction (zone de déplétion). Une barrière de potentiel se forme dans cette zone, limitant la conduction entre les deux semi-conducteurs (cette zone est comparable à la zone de capacité d’une chambre à ionisation).

- Une paire électron-trou générée par un photon interagissant dans la zone déplétée va être séparée et générer ainsi une tension {\displaystyle V=e/C} où {\displaystyle e} est la charge élémentaire et {\displaystyle C} la capacité de jonction.

- L’application d’une polarisation inverse (Vn > Vp) élargit la zone de déplétion, ce qui augmente le volume de détection et donc l’efficacité.

### Détecteursbulk
Afin d'obtenir une meilleure efficacité de détection, en particulier à haute énergie, on utilise également des structures possédant une zone non dopée (intrinsèque) volumineuse insérée entre deux contacts pouvant être des zones semi-conductrices dopées (structure en diode p-i-n) ou simplement des contacts métalliques (structure métal-semi-conducteur-métal, cf. jonction Schottky). En règle générale, on polarise les jonctions en inverse de manière à minimiser le courant d'obscurité et donc d'optimiser le rapport signal sur bruit.

## Fonctionnement

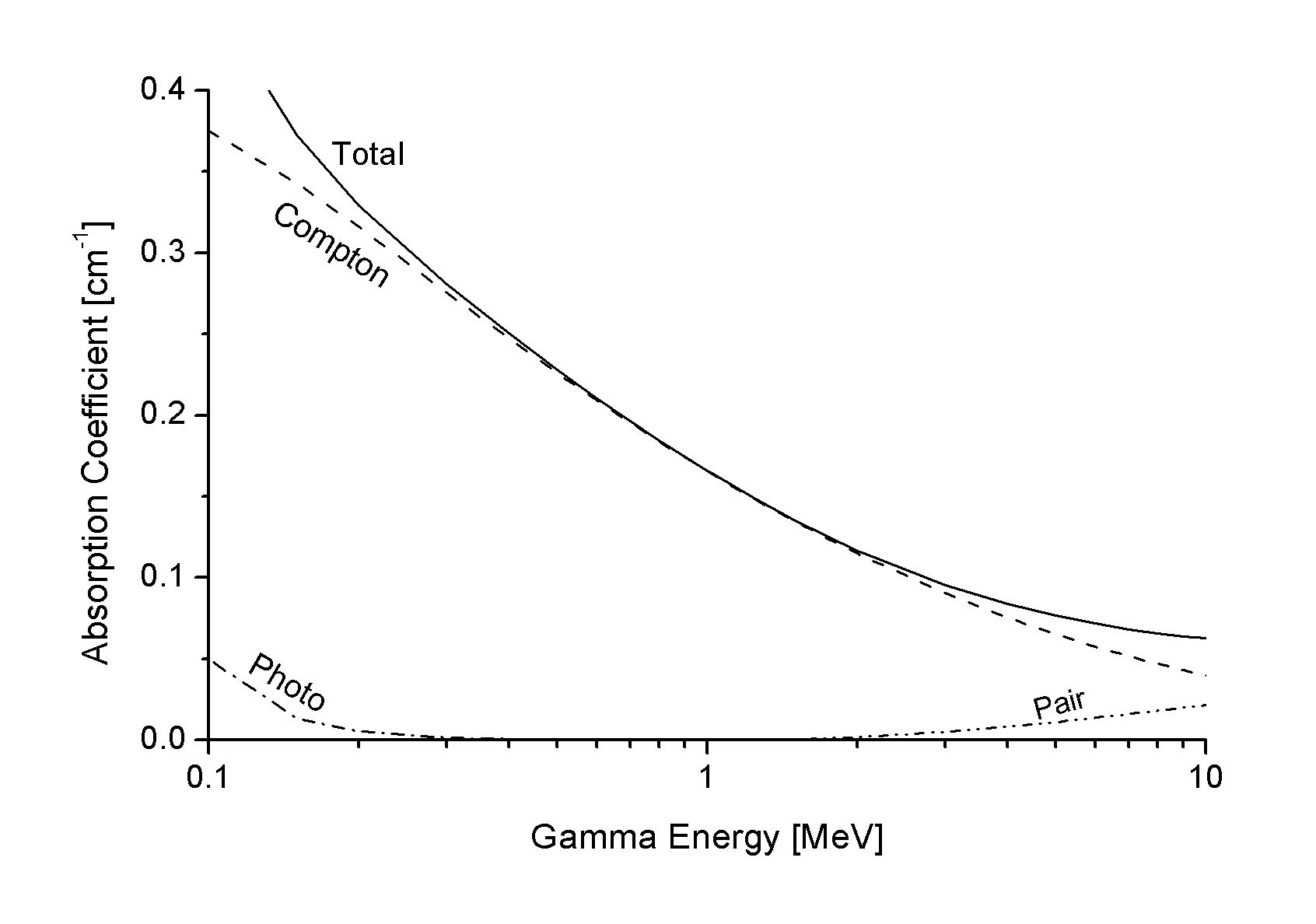
La perte d'énergie d'un photon dans la matière est principalement due à trois effets : effet photoélectrique, effet Compton et création de paires électron-positron (figure : coefficient d'absorption linéique dans l'aluminium).

### Interaction rayonnement-matière
Une particule ionisante interagit au sein du détecteur. Elle éjecte un électron de son atome et celui-ci provoque d'autres ionisations en chaine. Après relaxation, on a généré sur un certain volume un nuage de porteurs libres : électrons dans la bande de valence et de trous dans la bande de conduction. Le nombre total de paires électron-trous généré est en moyenne proportionnel à l'énergie déposée par la particule. L'énergie nécessaire pour créer une paire est supérieure à la largeur de gap
et dépend des processus de relaxation mis en jeu dans le semi-conducteur.
La variance sur le nombre de paires générées est égal à {\displaystyle F\times N} où F est un facteur adimensionnel appelé facteur de Fano. Il traduit le nombre moyen d'évènements physiques indépendants mis en jeu pour la génération d'une paire.
En pratique {\displaystyle F<1}.

### Transport des charges
Un champ électrique est appliqué au détecteur à l'aide d'électrodes : anodes polarisées positivement et cathodes polarisées négativement.
Sous l'effet de ce champ, en général assez intense, les électrons et trous sont séparés et drainés vers (respectivement) les anodes et les cathodes. Les porteurs peuvent être ensuite soit recombinés soit collectés par les électrodes.

### Induction de signal
La séparation des porteurs forme alors un dipôle électrostatique qui est à son tour à l'origine d'un champ électrique inverse.
Au niveau des électrodes ce champ a un effet électrique. On observe alors aux bornes du détecteur un signal de tension, courant ou charge selon les caractéristiques du circuit extérieur utilisé.

### Mesure
Le signal électrique est mesuré à l'aide d'un circuit électronique préamplificateur puis on en extrait par traitement du signal diverses données :
- la quantité de charges générées qui est représentative de l'énergie déposée,
- la date de l'interaction,
- la position de l'interaction (détecteur sensible à la position),
- le type de particule ayant interagi.

### Analyse
Les mesures effectuées sont ensuite traitées statistiquement. Typiquement, on génère des histogrammes ou spectres, représentatifs de la distribution des particules. En particulier, le spectre en énergie est utilisé pour l'identification d'isotopes radioactifs ou de tout type de
matériau par fluorescence X. Il existe des logiciels automatisés pour effectuer l'identification de pics dans les spectres énergétiques.

## Caractéristiques
- Efficacité

L'efficacité d'un détecteur semi-conducteur dépend de nombreux facteurs : le type et l'énergie du rayonnement incident, sa géométrie, la densité et le numéro atomique du matériau utilisé, la température, les éventuelles zones mortes dues aux propriétés de transport des porteurs et au mécanisme d'induction de signal. Cependant, les détecteurs semi-conducteurs étant solides et donc relativement denses, ils sont à géométrie égale souvent plus efficaces que les détecteurs à gaz.
- Résolution en énergie

Dans les semi-conducteurs, quelques eV suffisent à créer une paire électron-trou, ce qui est environ 10 fois moins qu'avec un gaz, et 100 fois moins qu'avec un scintillateur. Cela se traduit par une meilleure résolution en énergie, puisque la statistique sur le nombre de charges élémentaires créées est plus favorable.
La fluctuation du nombre de charges collectées est donc moins importante, d'où une meilleure résolution intrinsèque. Cependant, d'autre facteurs de dégradation tempèrent cette caractéristique très favorable : le bruit dû au courant de fuite, celui dû au circuit de lecture et les déficits causé par les collectes incomplètes.
- Linéarité

Les détecteurs à semi-conducteur ont une bonne linéarité, dans la mesure où le seuil de perte d’énergie est très faible. Néanmoins, pour les particules fortement ionisantes, comme les ions lourds, l’efficacité de collecte est affectée par l’effet de charge spatiale (les charges dérivent moins vite, donc il y a plus de recombinaison, parce que le champ électrique est diminué).
- Courant d'obscurité et bruit

Même si la jonction est polarisée en inverse, il existe un très faible courant (~nA) à travers la jonction. Ce courant n'est pas gênant en lui-même mais ses fluctuations (le bruit associé) le sont. Ces fluctuations sont causées par la nature discrète des phénomènes microscopiques.
Lorsqu'un porteur est injecté au contact, généré dans le volume, piégé ou dépiégé, lorsqu'il subit une collision avec le réseau cristallin, on a des phénomènes élémentaires aléatoires susceptibles de contribuer au bruit. Moins on aura de porteurs « inutiles » (générés par autre chose que le rayonnement) dans un détecteur, mieux cela sera.
- Temps de montée

Les détecteurs à semi-conducteurs peuvent être très rapides. La durée du signal correspond au temps de transit des porteurs ou à leur durée de vie. Il peut aller de la nanoseconde à la microseconde selon la géométrie du détecteur et l'intensité du champ électrique.

## Comparaison aux autres types de détecteur
- Avantages :
  - Très bonne résolution en énergie, en particulier dans le cas des détecteurs HPGe (germanium de haute pureté) utilisés à basse température.
  - Détecteurs compacts (puisque solides).
  - Précision.
  - bonne résolution spatiale (structuration possible en pixels et micro-bandes, utilisation des technologies de photolithographie issues de la micro-électronique qui en font un bon traceur).

- Inconvénients :
  - chers ;
  - fragiles ;
  - susceptibles d'être dégradés par les radiations.

## Matériaux utilisés
Les principaux semi-conducteurs utilisés en détection de rayonnement ionisants sont :
- le germanium et plus particulièrement le HPGe (germanium de haute pureté), très performant en spectrométrie gamma, mais devant être utilisé à des températures cryogéniques (77 K) afin de limiter la génération thermique de porteurs (matériau à faible gap, environ 0,67 eV). Il combine résolution en énergie et efficacité de détection.
- le silicium, en général avec adjonction de lithium (détecteur Si(Li)). Son pouvoir d'arrêt limité fait qu'il est plutôt utilisé en basse énergie. Malgré sa faible résistivité intrinsèque, il peut être utilisé à température ambiante grâce à l'utilisation de structures à jonction.
- l'arséniure de gallium, matériau semiconducteur III-V possède un gap plus important (1,42 eV) et une résistivité supérieure. Par contre les propriétés de transport (mobilité, piégeage) sont bien moins favorables.
- le tellurure de cadmium CdTe et le tellurure de cadmium-zinc CdZnTe, matériaux II-VI ont un gap de l'ordre de 1,5-1,6 eV et une très bonne résistivité. Leurs propriétés de transport sans valoir celle du Si ou du Ge sont correctes et ils sont de ce fait très utilisés dans les applications à température ambiante. Ces matériaux denses ont un bon pouvoir d'arrêt et donc une bonne efficacité de détection. Par contre, du fait de la difficulté à maîtriser leur cristallogenèse, les volumes de détection sont limités à quelques cm3 par cristal. Ils sont aujourd'hui très utilisés pour réaliser des capteurs d'images X et gamma.
- l'iodure de mercure HgI2 a une résistivité élevée et des performances intéressantes mais reste modérément utilisé du fait de sa fragilité et des difficultés technologiques associées à sa mise en œuvre.

## Applications
Les détecteurs à semi-conducteur sont utilisés dans les différents domaines où l'on a affaire à des rayonnements ionisants :
couramment :
- en industrie nucléaire et radioprotection,
- en sciences avec en particulier la physique des particules, la spectrométrie de fluorescence des rayons X et la cristallographie,

de manière encore marginale, essentiellement pour des raisons de coût :
- en radiographie pour le contrôle non destructif,
- en physique médicale (radiothérapie et imagerie médicale).

Différents types de mesure peuvent être effectués :
- Mesures d’énergie : les détecteurs à semi-conducteur ont une excellente résolution en énergie. Cependant l'efficacité des détecteurs à jonction est limitée par l’épaisseur de la zone de déplétion (de l’ordre du mm).
- Mesures de temps : temps de vol de particule, détection de positron.
- Mesures de position, en profitant des technologies de la microélectronique pour fabriquer des motifs d'électrode précis sur le cristal :
  - Détecteur au silicium à micro-bandes ;
  - Détecteur à pixels, CCD.